# Kouambang I
Kouambang I est un village du Cameroun situé dans le département du Haut-Nyong et la région de l'Est, sur la route reliant Doumé à Nguelemendouka, au carrefour vers Sallé. Il fait partie de la commune de Doumaintang et du canton de Maka Mboans.

## Population
En 1965-1966, la localité comptait 351 habitants, principalement des Maka. Lors du recensement de 2005 on y dénombrait 625 personnes.